# PhpBB
phpBB是开放源代码的网络论坛系统，也是自由软件，使用PHP作为程式语言，并支持如MySQL、PostgreSQL、MSSQL、SQLite与Oracle等的資料库。

## 历史
詹姆士·艾金森（James Atkinson）在2000年6月17日创设PHPBB，并使用UBB作为网站上的论坛。Nathan Codding与John Abela（现在皆为团队中的样板开发成员）加入phpBB开发，并协助1.0.0版起跑。2000年7月1日率先公开测试phpBB。
2000年12月16日释出PHPBB 1.0.0，随后改进主要的1.x版本。2001年2月16日释出PHPBB 1.2.0，同年4月25日释出1.4.0。2001年11月6日释出最后的PHPBB 1.x系列 - 1.4.4。在1.x系列的时间中，Bart van Bragt，Paul S. Owen（现为合作项目的管理者），Johnathan Haase（现为样板开发成员）与Frank Feingold都加入了PHPBB团队。
phpBB 2.0.x计划开始于2001年2月17日，渐显现phpBB开发人员对研发崭新架构的野心，尔后Doug Kelly（现为样板开发成员）即刻加入。经过一年的开发与广泛测试后，2002年4月4日，释出phpBB 2.0.0，即“毛茸茸版本”（Super Furry Version），比原定释出日迟了3日。2008年2月17日释出2.0.x系列最新版本为2.0.23 （页面存档备份，存于）。
2007年3月18日，在经历一周左右的宕机之后phpbb主站重新上线，新的网站使用了3.0版本的论坛，并带来了新的界面prosilver。
2007年12月13日，phpBB 3.0.0 （页面存档备份，存于） 推出。2009年11月17日释出的3.0.6 （页面存档备份，存于）為3.0.x系列最大更新，包含多項新功能與安全性修正。最后一次更新是在 2015年5月4日，发布了 3.0.14.，其生命周期已经结束。
2014年10月28日，在经过多次变化以及长时间的开发后，phpBB 3.1.0 （页面存档备份，存于）发布。
2017年1月7日，phpBB 发布 3.2.0 （页面存档备份，存于）。 7月16日，发布了 3.2.1 （页面存档备份，存于）。
2018年1月7日，phpBB 发布 3.2.2 （页面存档备份，存于）。目前的版本已经支持 php 7.1 系列，论坛载入速度更快，原来的插件系统已经被扩展系统所替代。
2018年9月13日，phpBB 发布了更新的 3.2.3 （页面存档备份，存于）。
2018年11月16日，phpBB 的 v3.2.4 （页面存档备份，存于） 版本发布。但之后，被发现有小Bug，可能出现白屏，需要自行补丁两个文件，也可下载 （页面存档备份，存于）。
2018年12月22日，phpBB 的 v3.2.5 （页面存档备份，存于） 版本发布。
2019年4月29日，发布了phpBB 3.2.6 版本，但其中有几个bug，于是在5月5日，马上就发布了更正的 3.2.7 （页面存档备份，存于） 版本。
2019年9月20日，发布 phpBB 3.2.8 版本，主要是维护和安全更新。
2020年1月6日，官方发布了 v3.2.9 （页面存档备份，存于） 版本，并且宣布该版本将会被 phpBB 3.3 系列代替，维护结束于 2020年4月6日，最终与2020年7月6日结束支持。同日，官方也发布了 phpBB 3.3 系列的第一个版本 phpBB v3.3.0 （页面存档备份，存于）。phpBB 3.3 的开发基于 3.2 系列，并有很清晰的升级途径，最低需要的 php 版本为 7.1.3，并支持 php 7.3， 7.4。
2020年8月7日，发布了 phpBB 3.2.10 版本，以及更新的 phpBB 3.3.1。
2020年11月6日，发布 phpBB 3.3.2，和 phpBB 3.2.11。
2021年1月29日，发布了 phpBB 3.3.3。中文简体语言包也同时完成，可以到 中文简体社区  （页面存档备份，存于） 获取。
2021年10月3日，发布了 phpBB 3.3.5. 中文简体语言包可以到 这里 （页面存档备份，存于） 下载。

## 版本歷史
| 標示：   | 標示：   | 標示：   | 標示：   |
| -------- | -------- | -------- | -------- |
| 舊有版本 | 現有版本 | 測試版本 | 未來版本 |

| 名稱    | 版本   | 發行日期       |
| ------- | ------ | -------------- |
| phpBB 1 | 1.0    | 2000年12月9日  |
| phpBB 1 | 1.2    | 2001年2月16日  |
| phpBB 1 | 1.4    | 2001年4月25日  |
| phpBB 2 | 2.0    | 2002年4月4日   |
| phpBB 3 | 3.0    | 2008年4月7日   |
| phpBB 3 | 3.0.14 | 2015年5月4日   |
| phpBB 3 | 3.1.10 | 2016年10月12日 |
| phpBB 3 | 3.2.0  | 2017年1月7日   |
| phpBB 3 | 3.2.1  | 2017年7月16日  |
| phpBB 3 | 3.1.12 | 2018年1月7日   |
| phpBB 3 | 3.2.3  | 2018年9月13日  |
| phpBB 3 | 3.2.4  | 2018年11月16日 |
| phpBB 3 | 3.2.5  | 2018年12月22日 |
| phpBB 3 | 3.2.6  | 2019年4月29日  |
| phpBB 3 | 3.2.7  | 2019年5月5日   |
| phpBB 3 | 3.2.8  | 2019年9月20日  |
| phpBB 3 | 3.2.9  | 2020年1月6日   |
| phpBB 3 | 3.2.10 | 2020年8月7日   |
| phpBB 3 | 3.3.0  | 2020年1月6日   |
| phpBB 3 | 3.3.1  | 2020年8月7日   |
| phpBB 3 | 3.2.11 | 2020年11月6日  |
| phpBB 3 | 3.3.2  | 2020年11月6日  |
| phpBB 3 | 3.3.3  | 2021年1月29日  |
| phpBB 3 | 3.3.4  | 2021年5月1日   |
| phpBB 3 | 3.3.5  | 2021年10月3日  |
| phpBB 3 | 3.3.6  | 2022年3月15日  |
| phpBB 3 | 3.3.7  | 2022年3月17日  |
| phpBB 3 | 3.3.8  | 2022年6月26日  |
| phpBB 3 | 3.3.10 | 2023年2月5日   |
| phpBB 3 | 3.3.11 | 2023年10月22日 |
| phpBB 3 | 3.3.12 | 2024年5月31日  |
| phpBB 3 | 3.3.13 | 2024年8月29日  |
| phpBB 3 | 3.3.14 | 2024年11月20日 |
| phpBB 3 | 3.3.15 | 2025年4月2日   |

## 优点
除去資料库支持上，以下为phpBB的几项优点：
- 使用样板系统设计可方便地快速修改[2]
- 国际化并支持64种可用的语言翻译，可同时安装多套翻译
- 庞大且众多的网络论坛提供使用者自由交流与外挂软件的支援

## 攻击
2009年1月31日，phpBB.com网站遭到攻击，约2万名使用弱密码并长期未登录的用户的密码被公布。
官方在受到攻击后关闭了站点，至2009年2月9日仍未开放。
官方称，攻击目标是phpBB.com上安装的PHPList软件，其上的一个零日溢出漏洞导致这次攻击的成功。而并非phpBB软件本身的漏洞导致。
随后，论坛注册功能密码至少为10个字符、包含大小写与数字的字符，可能与本事件有关。

## 评价
有一篇期刊论文指出，其密码安全机制的早期安全性较弱，但3.0版本后获得改善，但由于为了保证兼容性仍然存在安全隐患。

## 漏洞
- 《PHPBB安全漏洞的分析及高级逃逸技术的研究》称代码中存在安全性漏洞。[9]

## 來源
1. ↑  . www.phpbb.com. 2003-04-30  [2018-05-28]. （原始内容存档于2007-01-14） （英语）.
2. ↑  phpBB. . www.phpbb.com.   [2024-05-08].
3. ↑  Hacked PHPBB(dot)com. . 2009年1月31日  [2009年2月9日]. （原始内容存档于2009年2月5日） （英语）.
4. ↑  matrix. . 2009年2月9日  [2009年2月9日]. （原始内容存档于2018年12月5日） （中文（中国大陆））.
5. 1 2  Marshalrusty. .   [2009年2月9日]. （原始内容存档于2009年2月6日） （英语）.
6. 1 2  .   [2009年2月9日]. （原始内容存档于2001年2月10日） （英语）.
7. ↑  phpBB官网. . www.phpbb.com.   [2024-05-14]. （原始内容存档于2024-05-16）.
8. ↑  李恺，张李军，刘义铭. . www.nstl.gov.cn.   [2024-05-08]. （原始内容存档于2024-05-08）.
9. ↑  [1]张实君. PHPBB安全漏洞的分析及高级逃逸技术的研究[D].华北电力大学(北京),2017.